# Aéroport international Presidente Nicolau Lobato
L'aéroport international Presidente Nicolau Lobato (code IATA : DIL • code OACI : WPDL), connu auparavant sous le nom d'aéroport international de Dili Comoro, est situé à Dili, la capitale du Timor oriental. L'aéroport a été rebaptisé en l'honneur de Nicolau dos Reis Lobato, un homme politique timorais et héros national.
Jusqu'à récemment, la piste de l'aéroport de Dili ne pouvait pas recevoir d'appareil plus grand que le Boeing 737 ou le C-130 Hercules. En janvier 2008, la compagnie charter portugaise EuroAtlantic Airways a effectué un vol direct depuis Lisbonne avec un Boeing 757 transportant 140 membres de la Garde nationale républicaine portugaise
À l'époque coloniale portugaise, c'était l'aéroport de Baucau, qui a une piste plus longue (2 509 mètres au lieu de 1 849 mètres), qu'on utilisait pour les vols internationaux.

## Situation
| Atauro Baucau Dili Abisu Oecusse Suai Viqueque |

## Statistiques
Pour des raisons techniques, il est temporairement impossible d'afficher le graphique qui aurait dû être présenté ici.

Voir la requête brute et les sources sur Wikidata.

## Compagnies et destinations
| Compagnies    | Destinations   |
| ------------- | -------------- |
| Airnorth      | Darwin         |
| Citilink      | Denpasar-Bali  |
| NAM Air       | Denpasar-Bali  |
| Sriwijaya Air | Denpasar-Bali  |
| TransNusa     | Kupang-El Tari |
| ZEESM TL      | Suai           |

Édité le 28/06/2019